# Сурдина
Сурди́на (сурди́нка) (фр. sourdine, итал. sordina, от лат. surdus — глухой) — приспособление, применяемое на некоторых музыкальных инструментах для ослабления громкости и изменения тембра звучания.

## На струнных
На струнных смычковых инструментах (скрипке, альте, виолончели) сурдина представляет собой небольшой грузик, надеваемый на подставку. На контрабасе сурдина используется реже остальных инструментов, так как его звук сам по себе несколько глуховат.
Сурдина для скрипки впервые упоминается в работах Марена Мерсенна в 1636 году. Один из первых случаев применения сурдины для струнных смычковых в музыке — опера-балет Люлли «Армида». До XIX века сурдина использовалась достаточно редко, однако с наступлением эпохи романтизма, когда композиторы стали искать новые звучания и новые тембры в оркестре, она стала обычным явлением.

## На духовых

### Медная группа
У медных духовых инструментов (трубы, тромбона, валторны) сурдина — болванка из дерева, картона или металла, вставляющаяся в раструб и закрывающая его, оставляя лишь небольшое пространство для прохода воздуха. Звук инструмента с сурдиной становится чуть резковатым и звенящим. Существуют несколько разновидностей сурдин разной формы («груша», «грибок» и др.), по-разному влияющих на тембр инструмента. Обычно исполнитель сам выбирает, какую сурдину нужно поставить, чтобы достичь требуемого эффекта, но иногда нужный тип сурдины указывается композитором.
Чаще всего сурдины используются на трубе и тромбоне, реже — на валторне, так как приглушить звук на этом инструменте можно, просто вводя в раструб кулак свободной правой руки.
В джазе на трубе и тромбоне применяются самые разнообразные типы сурдин, иногда до неузнаваемости меняющие тембр инструмента или используемые для специальных эффектов — кваканья («wah-wah»), рычания и др. Встречаются обозначения видов сурдин для тромбона или трубы: «mute», «straight».
Одно из «старых» названий сурдины для тромбона или трубы — «шляпа». Так как собственная ладонь или головной убор могут с успехом заменить иногда это приспособление.

### Группа деревянных духовых инструментов
Существуют сурдины для саксофона (на фото). Для кларнетов, как правило, не используются, так как мягкий древесный тембр кларнета и так близок к сурдинному звучанию.

## На гармониках
На концертных баянах или аккордеонах сурдина представляет собою перфорированную пластину, которая с помощью специального рычажка передвигается, подставляя отверстия под отверстия левой сетки, или уходя из-под них, прикрывая их и глуша таким образом звуки левой клавиатуры.